# 에핑 (에식스주)

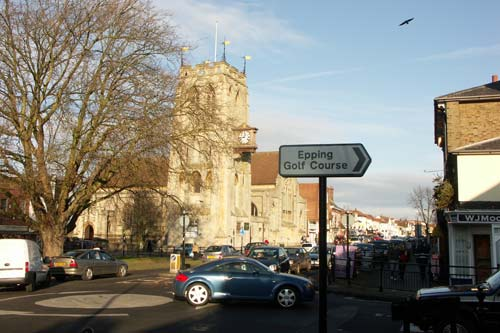
에핑

에핑(Epping)은 잉글랜드 에식스주의 도시로, 인구는 11,047명이다.